# Placunanomia
Placunanomia is een geslacht van tweekleppigen uit de  familie van de Anomiidae.

## Soorten
- Placunanomia cumingii Broderip, 1832
- Placunanomia panamensis Olsson, 1942